# Dutty Rock
Dutty Rock è il secondo album del cantante reggae giamaicano Sean Paul, uscito nel 2002 e preceduto dal singolo Get Busy, ma in seguito grazie al successo sono stati estratti altri due singoli, Like Glue e Gimme the Light. L'album in Italia è arrivato alla posizione numero 7.

## Tracce
1. Dutty Rock Intro
2. Shout (Street Respect)
3. Gimme The Light
4. Like Glue
5. Get Busy
6. Baby Boy (feat. Beyoncé)
7. Police Skit
8. Ganja Breed
9. Concrete
10. I'm Still In Love With You (feat. Sasha)
11. International Affair (feat. Debi Nova)
12. Can You Do The Work (feat. Ce'Cile)
13. Punkie
14. My Name
15. Junkin' Punny
16. Uptown Haters Skit
17. Gimme The Light (feat. Busta Rhymes) (Remix)
18. Bubble (feat. Fahrenheit)
19. Shake That Thing
20. Esa Loca (feat. Tony Touch & R.O.B.B.)
21. It's On
22. Punkie – spagnolo
23. Samfy-I (Bonus Track)

## Classifiche
| Classifica        | Posizione |
| ----------------- | --------- |
| Svizzera          | 11        |
| Austria           | 5         |
| Francia           | 20        |
| Paesi Bassi       | 7         |
| Belgio (Fiandre)  | 10        |
| Belgio (Vallonia) | 8         |
| Svezia            | 5         |
| Finlandia         | 11        |
| Norvegia          | 4         |
| Danimarca         | 18        |
| Italia            | 7         |
| Portogallo        | 27        |
| Australia         | 22        |
| Nuova Zelanda     | 5         |